# 2012-es Baku Cup
A 2012-es Baku Cup női tenisztornát az azerbajdzsáni Bakuban rendezték meg 2012. július 23. és 28. között. A verseny International kategóriájú volt. A mérkőzéseket kemény borításon játszották, 2012-ben második alkalommal.

## Győztesek
Az egyéni versenyt a szerb Bojana Jovanovski nyerte meg, a fináléban 6–3, 6–1-re legyőzve az amerikai Julia Cohent. Jovanovski első WTA-győzelmét aratta, a korábbi legjobb eredménye egy elődöntő volt a 2011-es Sydney-i versenyről. A párosok küzdelmét az ukrán Irina Burjacsok és az orosz Valerija Szolovjeva szerezte meg, a döntőben 6–3, 6–2-re felülmúlva az Eva Birnerová–Alberta Brianti-duót. Mindkét játékos első WTA-diadalát aratta, beleértve az egyéni és a páros számot is.

## Döntők

### Egyéni
Bojana Jovanovski –  Julia Cohen 6–3, 6–1

### Páros
Irina Burjacsok /  Valerija Szolovjeva –  Eva Birnerová /  Alberta Brianti 6–3, 6–2

## Világranglistapontok
| Eredmény           | Egyéni | Páros |
| ------------------ | ------ | ----- |
| Győzelem           | 280    | 280   |
| Döntő              | 200    | 200   |
| Elődöntő           | 130    | 130   |
| Negyeddöntő        | 70     | 70    |
| 16 között          | 30     | 1     |
| 32 között          | 1      | –     |
| Főtáblára jutás    | 10     | –     |
| Selejtező (döntő)  | 6      | –     |
| Selejtező (1. kör) | 1      | –     |

## Pénzdíjazás
A torna összdíjazása a többi International versenyhez hasonlóan 220 000 amerikai dollár volt. Az egyéni bajnok 37 000 dollárt, a győztes páros együttesen 11 000 dollárt kapott.
| Eredmény           | Egyéni   | Páros    |
| ------------------ | -------- | -------- |
| Győzelem           | 37 000 $ | 11 000 $ |
| Döntő              | 19 000 $ | 5750 $   |
| Elődöntő           | 10 400 $ | 3100 $   |
| Negyeddöntő        | 5625 $   | 1650 $   |
| 16 között          | 3100 $   | 860 $    |
| 32 között          | 1825 $   | –        |
| Selejtező (döntő)  | 850 $    | –        |
| Selejtező (1. kör) | 440 $    | –        |